# Cisaprida
La cisaprida es un fármaco procinético, que mejora la motilidad gastrointestinal e incrementa el tono del esfínter inferior del esófago, por lo que reduce el reflujo gastroesofágico. El llenado gástrico y duodenal se mejoran aumentando la contractilidad gástrica y duodenal.

## Efectos adversos
La cisaprida se ha asociado con trastornos del ritmo cardíaco, incluyendo prolongación del intervalo QT y muerte. La mayoría de casos se presentan en pacientes que tomaban además otros medicamentos o que presentaban condiciones de riesgo de arritmias. El 23 de marzo de 2000, el laboratorio fabricante (Janssen) anunció su retirada del mercado americano. Algunos de los factores de riesgo para reacciones adversas con este medicamento incluyen la disfunción del nodo sinusal y los antecedentes familiares de muerte súbita.
Un paciente con vómito persistente y/o la diarrea desencadenan alteraciones en el equilibrio electrolítico y por tanto son un factor de riesgo para la aparición de arritmias cardiacas con el uso de la cisaprida.
La cisaprida no se indica a pacientes con factores de riesgo y por lo general, es necesario realizar un electrocardiograma, junto con la determinación de niveles séricos de electrolitos y de funcionalidad renal, antes de administrar cisaprida.

## Para mayor información, véase también
- Reposicionamiento de medicamentos